# Daram
Daram es un municipio de la provincia de Sámar en las Filipinas. Según el censo de 2000 tiene una población de 35,532 personas.

## Barangays
Daram se divide en 58 barangays.
| - Arawane - Astorga - Bachao - Baclayan - Bagacay - Bayog - Birawan - Betaug - Bono-anon - Buenavista - Burgos - Cabac - Cabil-isan - Cabiton-an - Cabugao - Calawan-an - Cambuhay - Candugue - Canloloy - Campelipa | - Cansaganay - Población 3 (Canti-il) - Casab-ahan - Guindapunan - Guintampilan - Iquiran - Jacopon - Losa - Mabini - Macalpe - Mandoyucan - Mongolbongol - Marupangdan - Mayabay - Nipa - Parasan - Población 1 (Hilaba) - Población 2 (Malingon) - Pondang | - Poso - Real - Rizal - San Antonio - San Jose - San Miguel - San Roque - Saugan - So-ong - Sua - Talisay - Tugas - Ubo - Valles-Bello - Cagboboto - Lucob-lucob - San Vicente - Sugod - Yangta |

## Historia
El 2 de abril de 1984 se crea el municipio de Cardenal Rosales segregando de este municipio los barrios de  Bacjao, Burgos, Cabilisan, Calawan-an, Candugue, Canloloy, Cansaganay, Guindaponan, Guintamipilan, Iquiran, Mabini, Macalpe, Mandoyocan, Mayabay, Pondang, Poso, Saugan, Sua, Tuga y Ubo, incluyendo los islotes de Bascal y Agutay.
La sede del municipio se encuentra en el barrio de Calaguanán (Calawan-an).
La Comisión de Elecciones deberá realizar y supervisar el plebiscito a celebrar el día 14 de mayo de 1984.